# Sulfonat
Sulfonat je so ili estar sulfonske kiseline. Sulfonat sadrži funkcionalnu grupu R-SO3−.

## Sulfonatne soli
Anjoni sa opštom formulom RSO3− se nazivaju sulfonatima. Oni su konjugovane baze sulfonske kiseline sa formulom RSO2OH. Kako su sulfonske kiseline uglavnom jake kiseline, korespondirajući sulfonati su slabe baze. Usled stabilnosti sulfonatnih anjona, katjoni sulfonatnih soli kao što je skandijum triflat nalaze primenu kao Luisove kiseline.
Klasična organska reakcija za pripremu sulfonata je reakcija alkil halida sa sulfitima kao što je natrijum sulfit. Ovu reakciju je prvi opisao Adolf Streker 1868. godine (Strekerova sulfitna alkilacija). Opšta reaction je:
RX + M2SO3 → RSO3M + MX
Jodid se koristi kao katalizator.

## Sulfonski estri
Estri sa opštom formulom R1SO2OR2 se zovu sulfonski estri. Individualni članovi kategorije su imenovani analogno sa načinom na koji su obični karboksilni estri imenovani. Na primer, ako je R2 grupa metil grupa i R1 grupa je trifluorometil grupa, rezultirajuće jedinjenje je metil trifluorometansulfonat.  
Sulfonski esteri se koriste kao reagensi u organskoj sintezi, prvenstveno zato što je RSO3− grupa dobra odlazeća grupa, posebno kad je R electron-odvlačeća grupa. Metil triflat, na primer, jak je metilirajući reagens. 
Sulfonati se često koriste za davanje rastvorljivosti u vodi proteinskim kroslinkerima kao što je N-hidroksisulfosukcinimid (Sulfo-NHS), BS3, Sulfo-SMCC, etc.

### Sultoni
Ciklični sulfonski estri se nazivaju sultonima. Jedan primer je 1,3-propan sulton. Pojedini sultoni su kratkotrajni intermedijari, koji se koriste kao jaki alkilirajući agensi za uvođenje negativno naelektrisane sulfonatne grupe. U prisustvu vode, oni se polako hidrolizuju do hidroksi sulfonskih kiselina. Sulton oksimi su ključni intermedijari u sintezi anti-konvulsantskog lek zonisamida.

## Primeri
- Mezilat (metansulfonat), CH3SO3−

- Triflat (trifluorometansulfonat), CF3SO3−

- Ezilat (etansulfonat), C2H5SO3−
- Bezilat (benzensulfonat), C6H5SO3−
  - Tozilat (p-toluensulfonat), CH3C6H4SO3−
- Imidazolilsulfonat (imidazilat) odlazeća grupa je grupa koja je korištena u pripremi klevudina.